# Trattato di Maastricht (1843)
Il trattato di Maastricht, firmato nel 1843 da Belgio e Paesi Bassi, quattro anni dopo che il trattato di Londra aveva sancito l'indipendenza belga, stabilì il confine tra i due paesi.

## Confini ed enclave
I negoziati hanno portato a un confine complicato con diverse enclave ed exclave. La diffusione dei belgi cattolici e degli olandesi protestanti attraverso l'area di confine giocò un ruolo nel determinare il confine delle Fiandre zelandesi. Sono stati consultati anche vecchi archivi. 
L'incapacità di stabilire una chiara linea di demarcazione presso Baarle-Hertog e Baarle-Nassau portò alla divisione del territorio oggetto di disputa in 5732 distinti lotti di terreno. Ne seguì una frontiera molto complicata, che spesso passava attraverso edifici, e presentava diverse piccole enclave ed exclave. Alcune exclave belghe in territorio olandese presentavano a loro volta piccole enclave olandesi. Durante i negoziati sul Trattato di Maastricht non è stato possibile raggiungere un accordo su come raddrizzare il confine e si è quindi deciso di attenersi alla situazione del tardo Medioevo, che vedeva alcune parcelle di territorio sotto il controllo del Ducato di Brabante e altre sotto la Baronia di Breda.
La Mosa segna il confine tra le province del Limburgo belga e del Limburgo olandese da Liegi in Belgio e Eijsden nei Paesi Bassi a Kessenich in Belgio e Thorn nei Paesi Bassi, ad eccezione di Maastricht. Lì, il fiume scorre interamente in territorio olandese perché una parte della riva sinistra della Mosa è stata trasferita ai Paesi Bassi dal Belgio. Il confine fu fissato a 2,3 km dalle mura della città, in quanto questa era la gittata di un cannone all'epoca. D'altra parte, l'Elvenschan e i suoi immediati dintorni, situati sulla riva destra della Mosa nel comune di Eijsden, furono trasferiti in Belgio e aggiunti al territorio di Moelingen.